# Dihelus orientalis
Dihelus orientalis là một loài tò vò trong họ Ichneumonidae.